# 襄親王
和碩襄親王（穆麟德轉寫：Hošoi tusangga cin wang），清朝世袭親王。順治十二年（1655年）清太宗皇太極第十一子博穆博果爾被封為親王，封號襄，未得世袭罔替，每次襲封需遞降一級，一共传了一代一位。

## 襄親王
- 1655年－1656年：襄昭親王博穆博果爾 諡號昭，無嗣